# Promykovití
Promykovití (Herpestidae) jsou drobné, velmi rychlé šelmy, které žijí v tropických oblastech Afriky, jižní Asie a ve středomořské oblasti Evropy. Jsou příbuzné cibetkovitým a kočkovitým šelmám, ale i hyenám. Dělí se na dvě podčeledi (Herpestinae a Mungotinae) a zahrnují celkem 34 druhů. Jsou známé tím, že loví hady, a to i jedovaté druhy.

## Systém promykovitých
- Podčeleď Galidie (Galidiinae) – přeřazena do čeledi madagaskarských šelem (Eupleridae)
- Podčeleď Herpestinae
  - Rod Bdeogale
    - mangusta černonohá (Bdeogale nigripes)
    - mangusta Jacksonova (Bdeogale jacksoni)
    - mangusta tlustoocasá (Bdeogale crassicauda)

  - Rod Cynictis
    - mangusta liščí (Cynictis penicillata)

  - Rod Paracynictis
    - mangusta plavá (Paracynictis selousi)

  - Rod Rhynchogale
    - mangusta štíhlá (Rhynchogale melleri)

  - Rod Atilax
    - promyka bažinná (Atilax paludinosus)

  - Rod Galerella
    - promyka červená (Galerella sanguinea)
    - promyka plavá (Galerella flavescens)
    - promyka skvrnitá (Galerella swalius)
    - promyka šedá (Galerella pulverulenta)

  - Rod Herpestes
    - promyka bengálská (Herpestes palustris)
    - promyka ichneumon (Herpestes ichneumon)
    - promyka krabová (Herpestes urva)
    - promyka krátkoocasá (Herpestes brachyurus)
    - promyka malá (Herpestes javanicus)
    - promyka mungo (Herpestes edwardsii)
    - promyka nosatá (Herpestes naso)
    - promyka obojková (Herpestes semitorquatus)
    - promyka pruhovaná (Herpestes vitticollis)
    - promyka rudá (Herpestes smithii)
    - promyka zlatá (Herpestes auropunctatus)
- Podčeleď Mungotinae
  - Rod Crossarchus
    - mangusta královská (Crossarchus alexandri)
    - mangusta tmavá (Crossarchus obscurus)
    - mangusta západní (Crossarchus ansorgei)

  - Rod Dologale
    - mangusta stepní (Dologale dybowskii)

  - Rod Helogale
    - mangusta hrubosrstá (Helogale hirtula)
    - mangusta trpasličí (Helogale parvula)

  - Rod Ichneumia
    - mangusta abuvudan (Ichneumia albicauda)

  - Rod Liberiictis
    - mangusta liberijská (Liberiictis kuhni)

  - Rod Mungos
    - mangusta černokrká (Mungos gambianus)
    - mangusta žíhaná (Mungos mungo)

  - Rod Suricata
    - surikata (Suricata suricatta)